# Prisión de Leopoldov
La Prisión de Leopoldov (en eslovaco: Väznica Leopoldov) es una fortaleza del siglo XVII construida en contra de los turcos otomanos, en el siglo XIX se convirtió en una prisión de alta seguridad en la ciudad de Leopoldov, Eslovaquia. Una vez la prisión más grande en el Reino de Hungría, en el siglo XX se hizo conocida por los presos políticos que albergó bajo el régimen comunista, en particular el futuro presidente comunista de Checoslovaquia Gustáv Husák. Tras el desmantelamiento del comunismo en 1989, la prisión de Leopoldov fue el lugar de una serie de revueltas violentas que requirieron la intervención de los funcionarios gubernamentales de más alto rango, incluyendo ministros y el primer ministro, quien personalmente llevó a cabo las negociaciones dentro de la prisión.